# Kovallmott
Kovallmott, Anania fuscalis, är en fjärilsart som först beskrevs av Michael Denis och Ignaz Schiffermüller 1775.  Kovallmott ingår i släktet Anania, och familjen gräsmott, Crambidae. Arten har livskraftiga (LC) populationer i både Sverige och i Finland. En underart finns listad i Catalogue of Life, Anania fuscalis perfuscalis Munroe & Mutuura, 1969.

## Bildgalleri

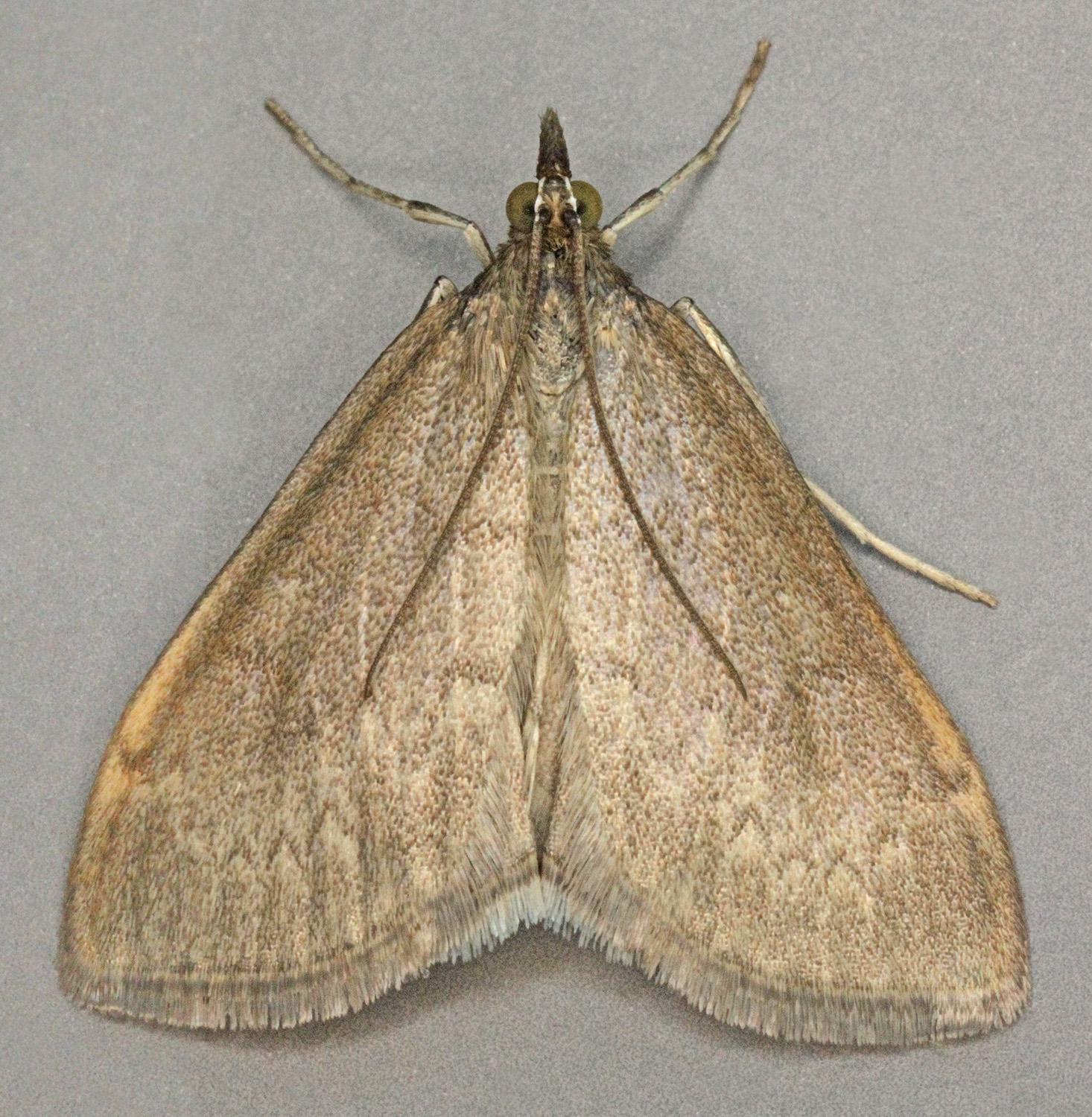
Imago fjäril.
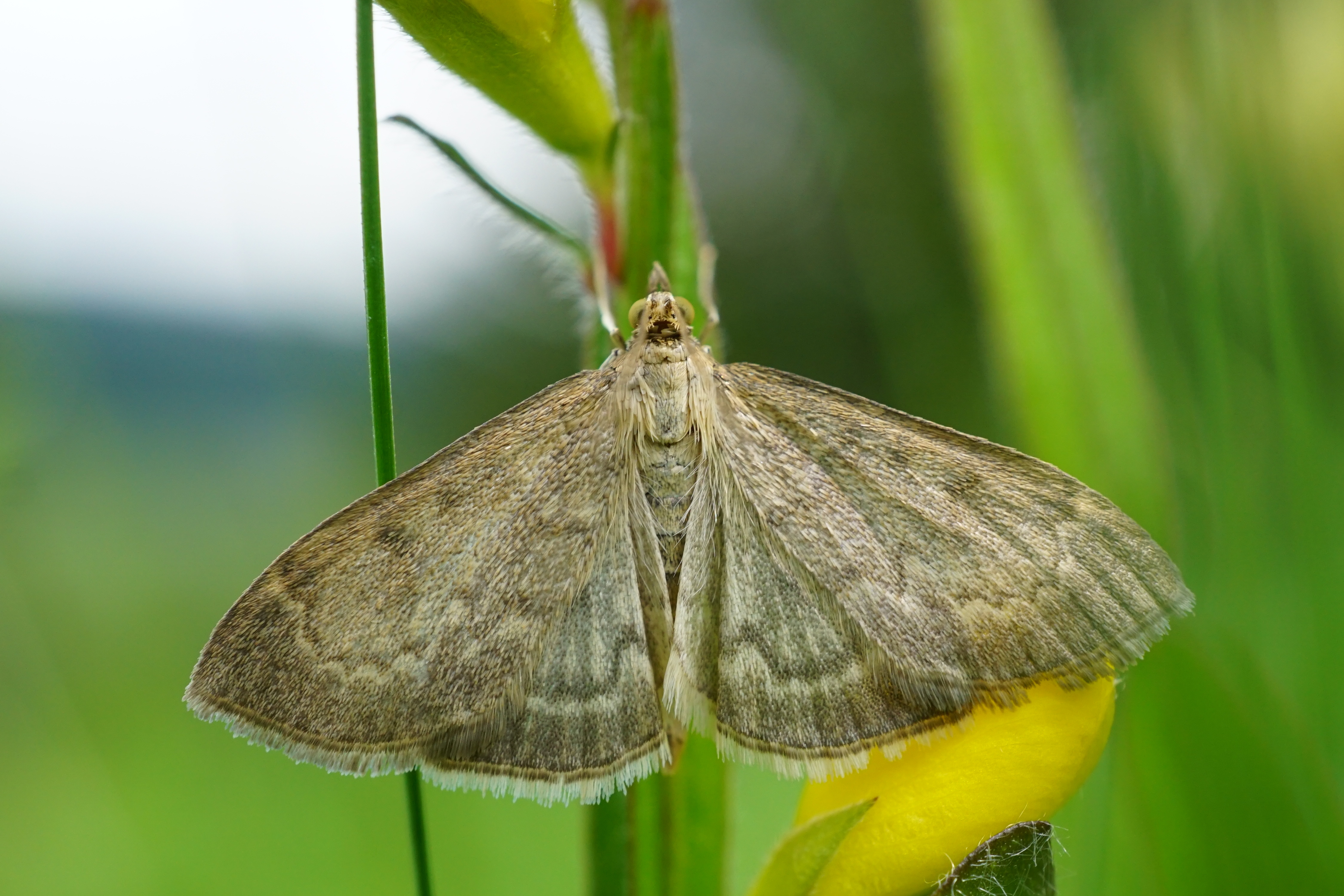
Imago fjäril